# Панфёров, Рудольф Васильевич
Рудольф Васильевич Панфёров (род. 1937, Тюмень) — советский и российский поэт, журналист, публицист. Член Союза журналистов СССР (1968), Союза писателей СССР (1982). Академик Петровской академии наук и искусств (с 1999). Заслуженный работник культуры РФ (2002).

## Биография
Родился в Тюмени. С 1949 года — в Калуге.
Учился в школах № 13 и 5, где его преподавателем русского языка и литературы был Булат Окуджава.
Служил в армии, трудился на Калужском турбинном заводе. Окончил Калужский пединститут (филологический факультет).
Был членом КПСС с 1960 года, в настоящее время член КПРФ.
Работал в калужской молодёжной газете «Молодой ленинец», инструктором горкома КПСС и завотделом райкома КПСС в Калуге, главным редактором и позднее председателем Калужского телерадиокомитета, обозревателем и заместилем редактора газеты «Знамя» с 1992 по 1997 год. Ведущий радиопрограммы «Калуга и космос». Избирался депутатом райсовета, горсовета, Законодательного собрания. Советник председателя Законодательного собрания Калужской области с 1997 года.
Печатается с 1961 года (альманах «На берегах Оки»).
Награждён медалями «За доблестный труд», «Ветеран труда». Биография Рудольфа Панфёрова включена писателем Салаватом Асфатуллиным в книгу «Калужские писатели в эпоху перемен» (2023).
Живёт в Калуге.

## Критика
Валентин Сорокин в своём отзыве на книгу избранной поэзии Панфёрова «Цветущее время» отмечал: «Поэт Рудольф Панфёров — человек тонкого слуха и чуткого нерва. Его тишина — тишина страстная, страдающая. Стихи внешне обыкновенны, но в них, как вчитаешься, есть подспудное обаяние — истина чувства, постоянный осторожно-раздумчивый ветерок жизни».
Писатель и исследователь творчества Окуджавы Марат Гизатулин в 2013 году на странице в своём ЖЖ обрушился с резкой критикой на книгу Панфёрова «Простой романс сверчка». По его словам, «эта удивительная книга имеет подзаголовок: „Страницы судьбы Булата Окуджавы“. Удивительна она по чудовищному количеству „вранья“. Читая её, порой просто диву даёшься… Очень хочется стукнуть по лицу. Сдерживают воспитание и расстояние. И что интересно — в основном книга Панфёрова состоит из пересказа автобиографических рассказов того, о ком он взялся писать и работ своих предшественников (вашего покорного слуги, в основном)». Несколько лет спустя он также продолжил свою критику в книге «Булат Окуджава. Вся жизнь — в одной строке».